# Cairo Challenger 1989
Il Cairo Challenger 1989 è stato un torneo di tennis facente parte della categoria ATP Challenger Series nell'ambito dell'ATP Challenger Series 1989. Il torneo si è giocato a Il Cairo in Egitto dal 27 febbraio al 6 marzo 1989 su campi in terra rossa.

## Vincitori

### Singolare
Sergi Bruguera ha battuto in finale  Jordi Arrese con il punteggio di 6–7, 6–4, 6–4

### Doppio
Jordi Arrese /  Tomás Carbonell hanno battuto in finale  Carlos Costa /  Francisco Roig con il punteggio di 7–6, 6–3